# Route 345 (Nouveau-Brunswick)
Pour les articles homonymes, voir Route 345.
La route 345 est une route locale du Nouveau-Brunswick située dans le nord-est de la province, dans la région de Pokemouche, entre Caraquet et Tracadie-Sheila. Elle mesure 7 kilomètres, et est pavée sur toute sa longueur.

## Tracé
La 345 débute sur la route 11, juste au sud de l'aéroport de Pokemouche. Elle se drige vers l'est en suivant la rivière Waugh et en suivant la rive nord du lac Inkerman, en passant par Evangeline et Inkerman Ferry. Elle se termine sur la route 113, tout près du Golfe du Saint-Laurent. 

## Intersections principales
| Route 345  |                |    |                                                 |                                         |
| Comté      | Location       | km | Intersection/Destinations                       | Notes                                   |
| Gloucester | Pokemouche     | 0  | R-11, Caraquet, Tracadie-Sheila                 | Début de la 345; kilomètre 220 de la 11 |
| Gloucester | Evangeline     | 2  | R-335 nord, Saint-Simon, Bas-Caraquet           |                                         |
| Gloucester | Inkerman Ferry | 7  | R-113, Pokemouche, Inkerman, Shippagan, Lamèque | Fin de la 345                           |